# Horeu

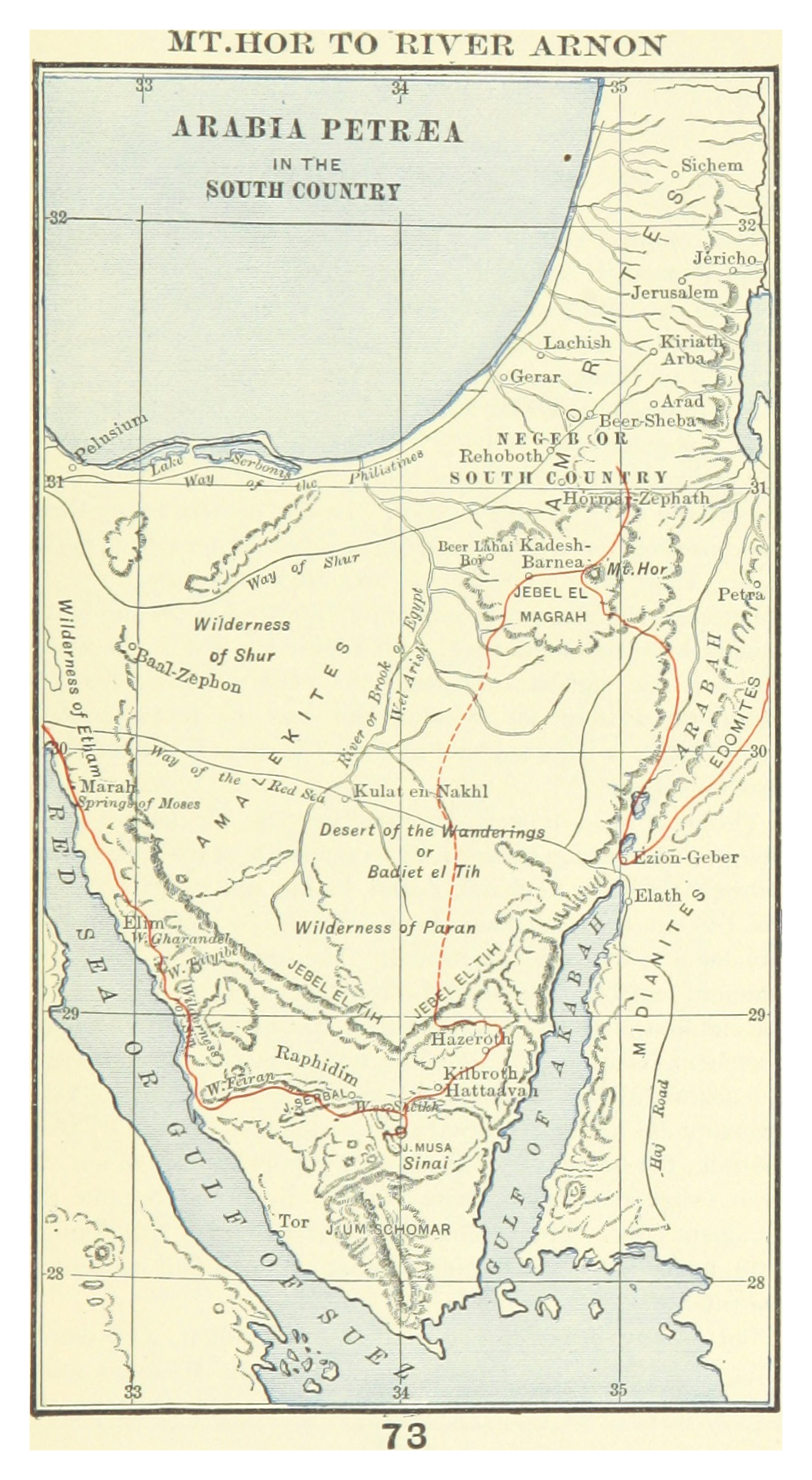
Mapa das terras dos horeus

Horeu ou Horim foi um povo heveu mencionado na bíblia hebraica (Gênesis 14:6, 36:20, Deuteronômio 2:12) que habitavam as áreas ao redor do monte Seir. Eles foram identificados com referências egípcias à Khar (formalmente traduzido como Harri), que diz respeito a uma região do sul de Canaã. Apesar de ampla influência dos hurritas, um povo mais ao norte, estes não eram provavelmente os mesmos que os horeus.
Segundo o relato da Torá, o Senhor os tinha expulsado diante dos edomitas, descendentes de Abraão, algum tempo antes do êxodo. Seu antepassado é Hori, filho de Lotã, filho de Seir cujos descendentes pré-edomitas, "príncipe dos horeus na terra de Seir", são listados em Gen. 36:20-29 e 1 Crônicas 1:38-42. Apesar de a própria descendência de Seir nunca ter especificado diretamente, a tradição rabínica claramente deriva-se da parte de sua genealogia que corresponde ao que foi dado para a esposa hevita de Esaú (Oholibamah bat Anah bat Zibeon ben Seir) em Gen. 36:2.
O território dos heveus (o monte Seir) foi habitado pelos edomitas, ficando conhecido como terra de Edom. Aconteceu muito cedo na história dos edomitas, o ter possuído aquelas terras, ainda quando seu patriarca Esaú estava vivo, e quando este povo tinha apenas quatrocentos homens, conforme fonte em Gênesis 32:3, ocasião em que Jacó envia alguns dos seus a Esaú que já habitava a região de Seir. Os heveus tiveram suas terras invadidas. Isso é descrito na Bíblia Sagrada, como se lê em "Deuteronômio 2.12 Outrora os horeus também habitaram em Seir; porém os filhos de Esaú os lançaram fora, e os destruíram de diante de si, e habitaram no seu lugar, assim como Israel fez à terra da sua herança, que o SENHOR lhes tinha dado. 22 Assim como fez com os filhos de Esaú, que habitavam em Seir, de diante dos quais destruiu os horeus, e eles os lançaram fora, e habitaram no lugar deles até este dia".